# Sninský kameň (přírodní památka)
Sninský kameň je zrušená přírodní památka v severovýchodní části sopečného pohoří Vihorlatské vrchy nad obcí Zemplínske Hámre v okrese Snina. Je součástí chráněné krajinné oblasti Vihorlat a území přírodní rezervace Vihorlatský prales, který je Světovým přírodním dědictvím UNESCO. Nacházela se ve Vojenském obvodu Valaškovce v katastrálním území Valaškovce-Sever v okrese Humenné. Zabírá vrcholové části vrchu Sninský kameň (1006 metrů).

## Přírodní poměry
Přírodní památka byla vyhlášena v roce 1982 na ploše 5,59 ha, z toho skalní plošiny tvoří 1,62 ha a ochranné pásmo tvoří 3,97 ha. Předmětem ochrany byly dva výrazné skalní útvary ve formě plošinového lávového vrcholu (zbytek lávového proudu, který se zvětráváním zachoval ve formě andezitových útesů). Zároveň je významnou lokalitou s biocenózami xerotermní flóry (např. endemická kostřava ovčí Vihorlatská (Festuca ovina subsp. Vihorlatica), která roste jen na Sninském kameni a nikde jinde), ve skalních puklinách rostoucích mechorostů a více druhů kapradin (sleziník severní (Asplenium septentrionale), sleziník červený (Asplenium trichomanes), vudsia skalní (Woods ilvensis)), endemických druhů flóry (rozchodník roční (Sedum annuum)) a jiných ohrožených druhů (kolotočník ozdobný (Telekom speciosa), symbol Vihorlatských vrchů).  Přírodní památka byla 15. září 2020 zrušena a její území se stalo součástí přírodní rezervace Vihorlatský prales.
Na vzniku Sninského kamene se podílela sopečná činnost. Konečnou podobu mu však vymodeloval mráz a voda. Samostatná andezitová bradla se nazývají Velký Sninský kameň (998 m n. m.), nižší ale plošně rozsáhlejší; a Malý Sninský kameň (1 006 m n. m.), který je plošně menší.

## Požár v roce 2015
V roce 2015 v poslední srpnový týden pravděpodobně následkem špatného uhašení ohniště na vrcholu Sninského kamene vznikl požár. Požár zlikvidovali hasiči z Okresního ředitelství HZS Humenné. Požár spálil značnou část vegetace na Sninském kameni.

## Galerie

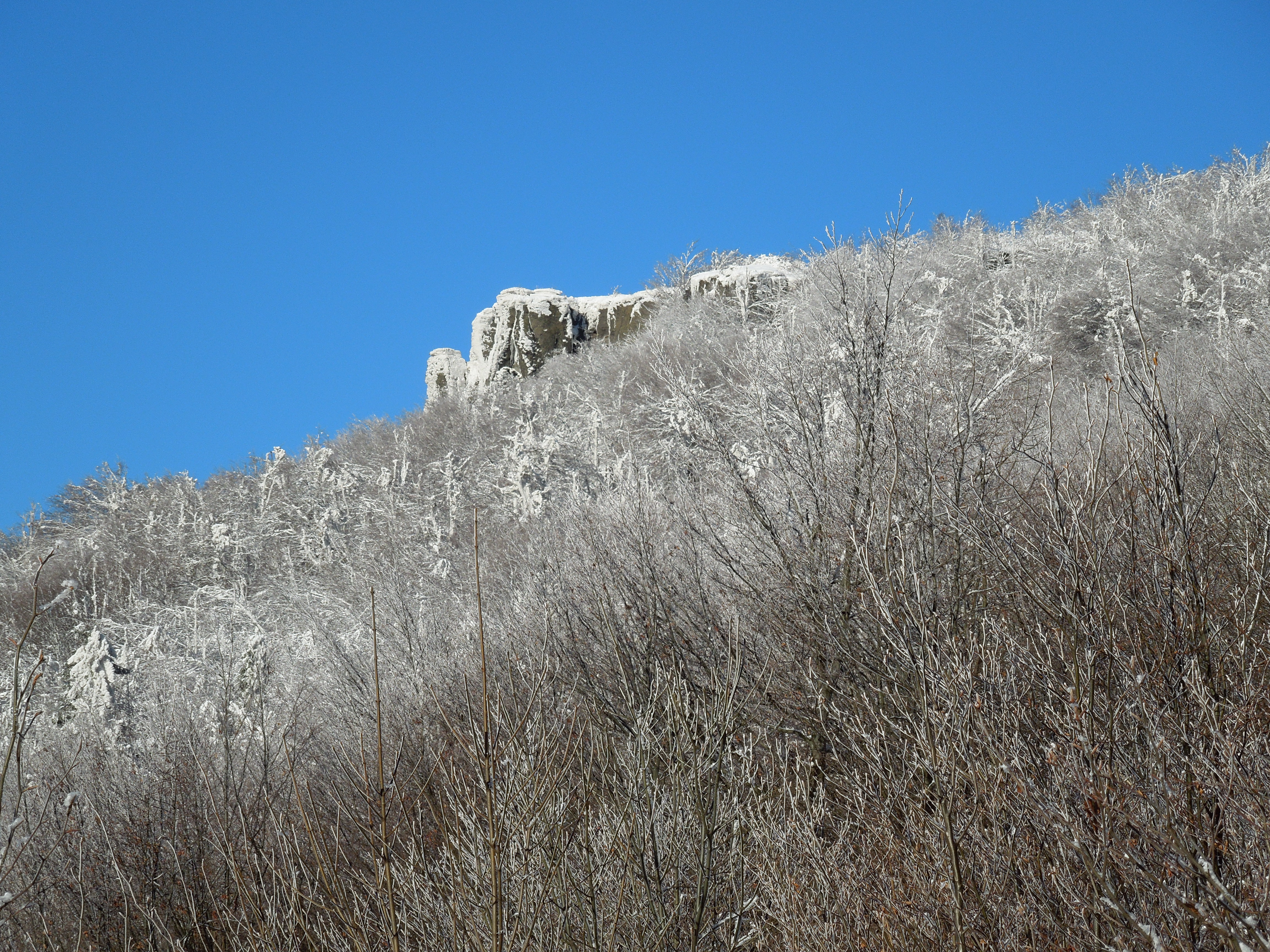
Velký Sninský kameň
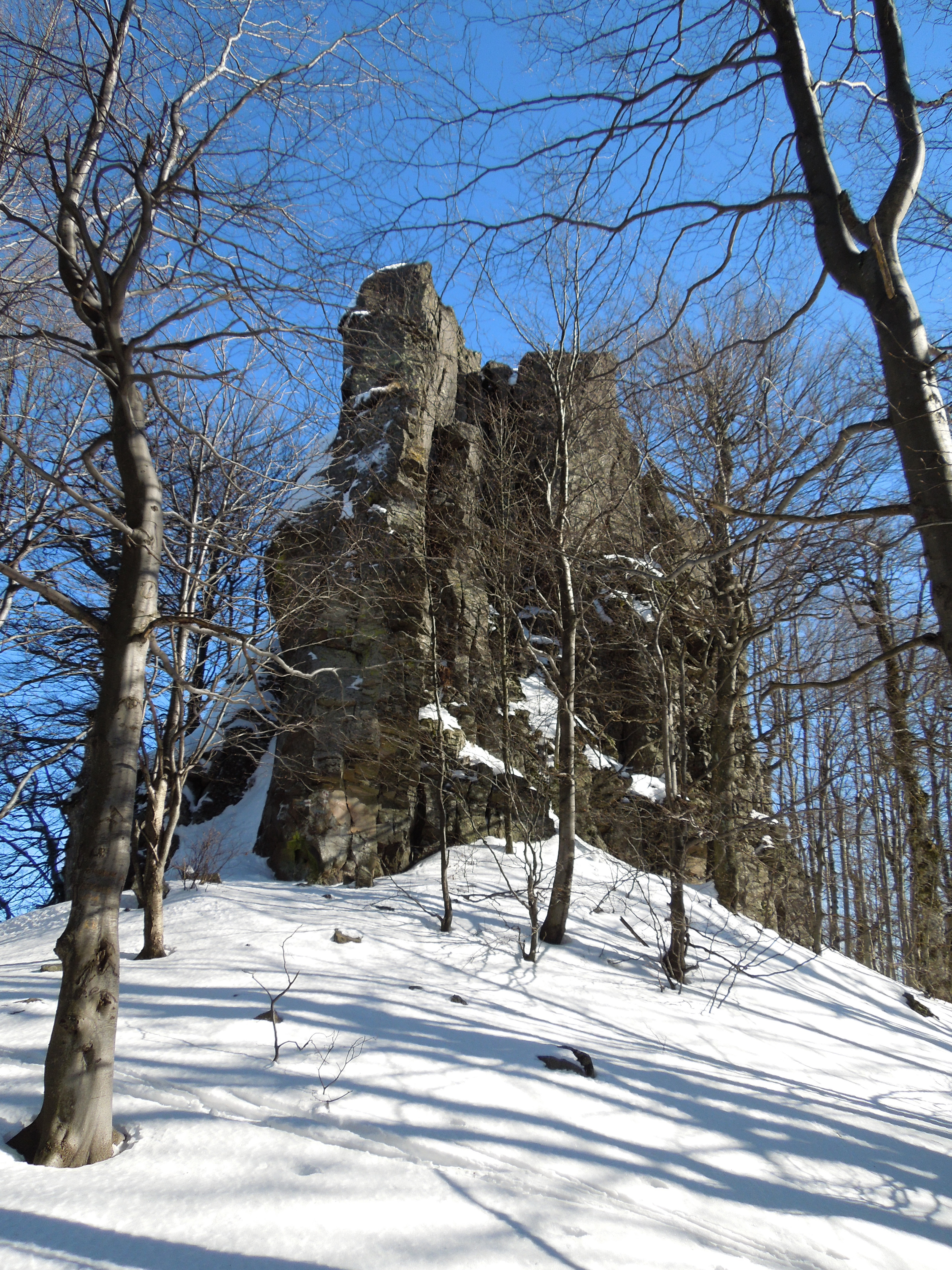
Malý Sninský kameň
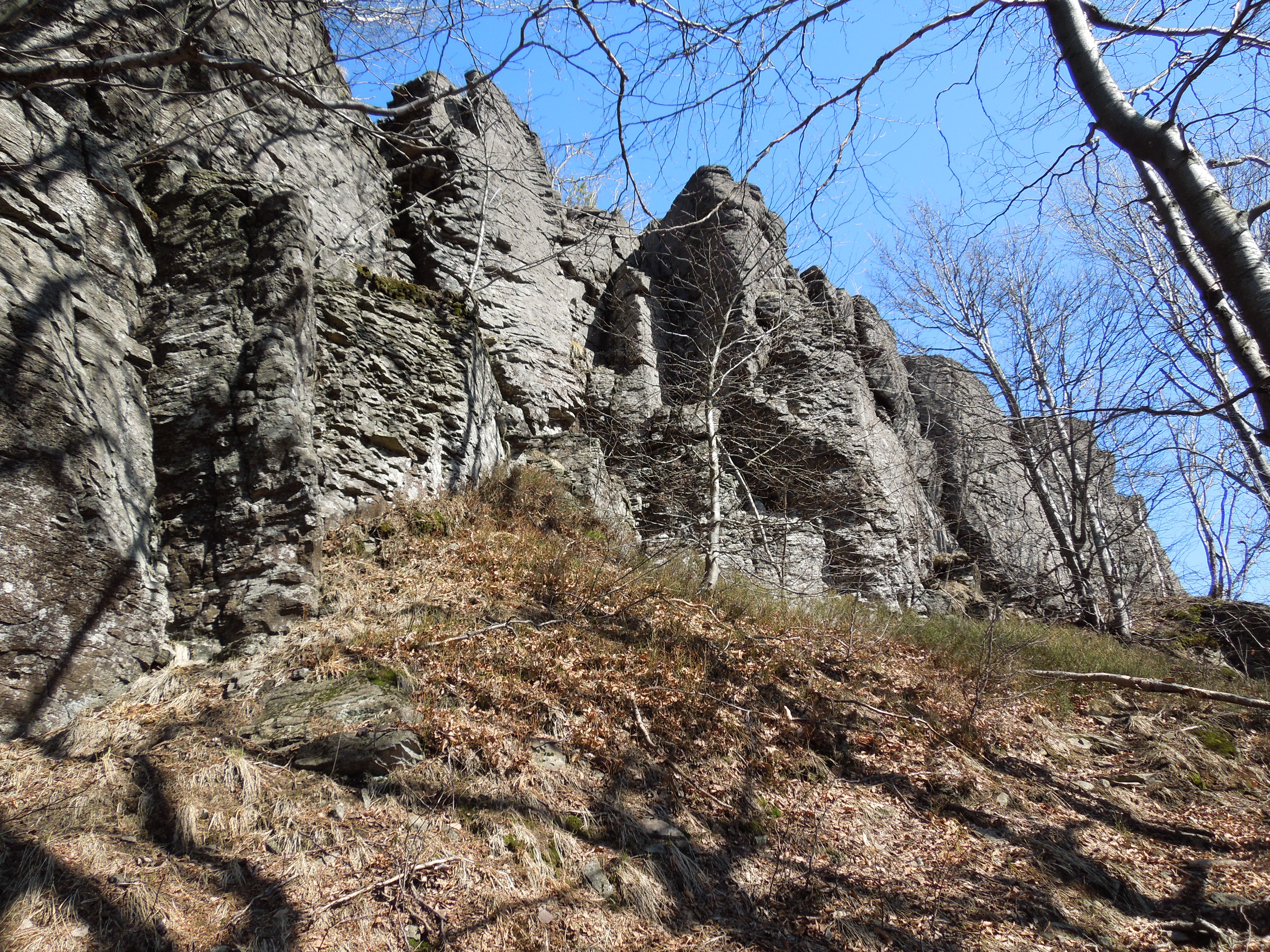
Sninský kámen
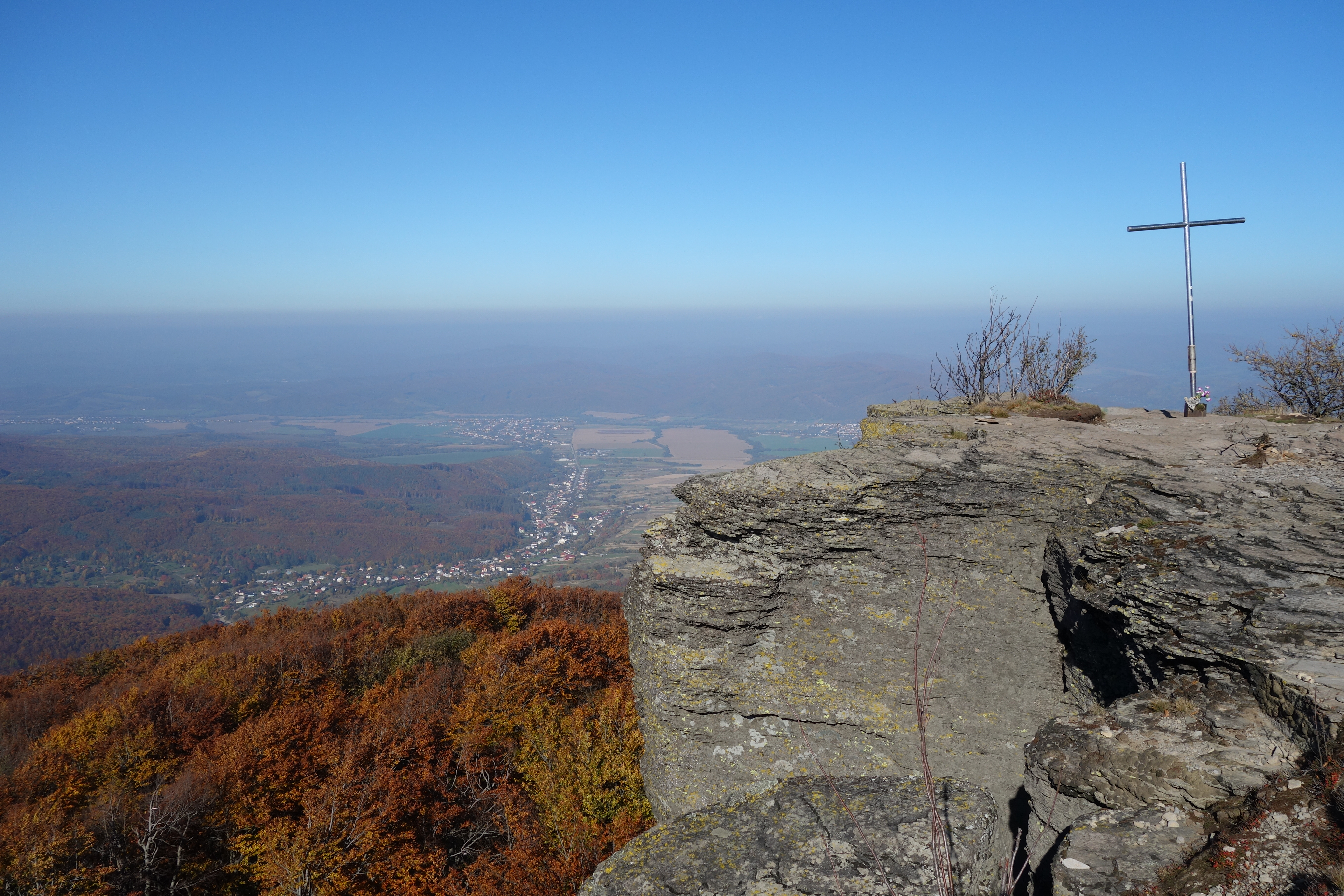
Sninský kameň na podzim
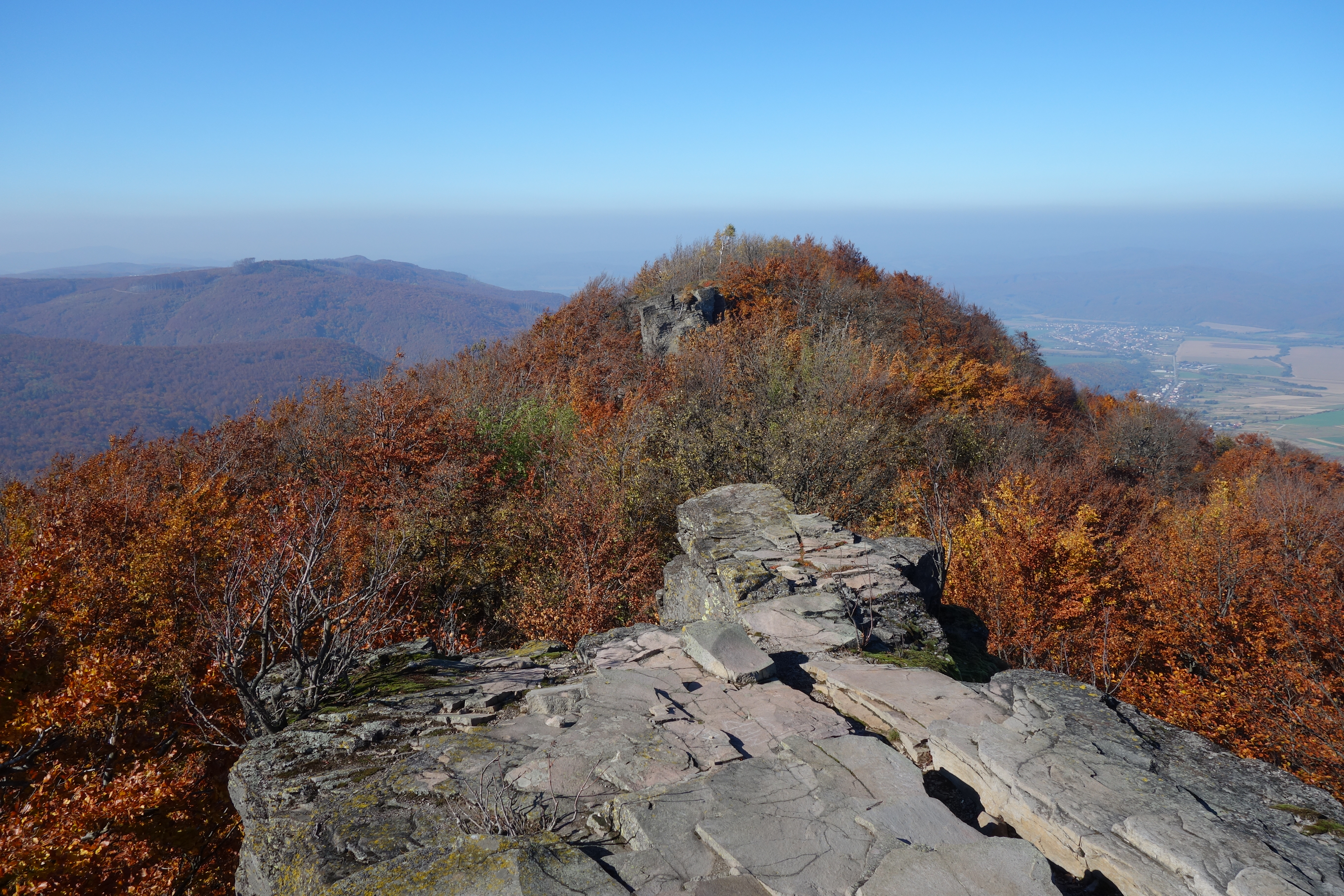
Sninský kameň podzim
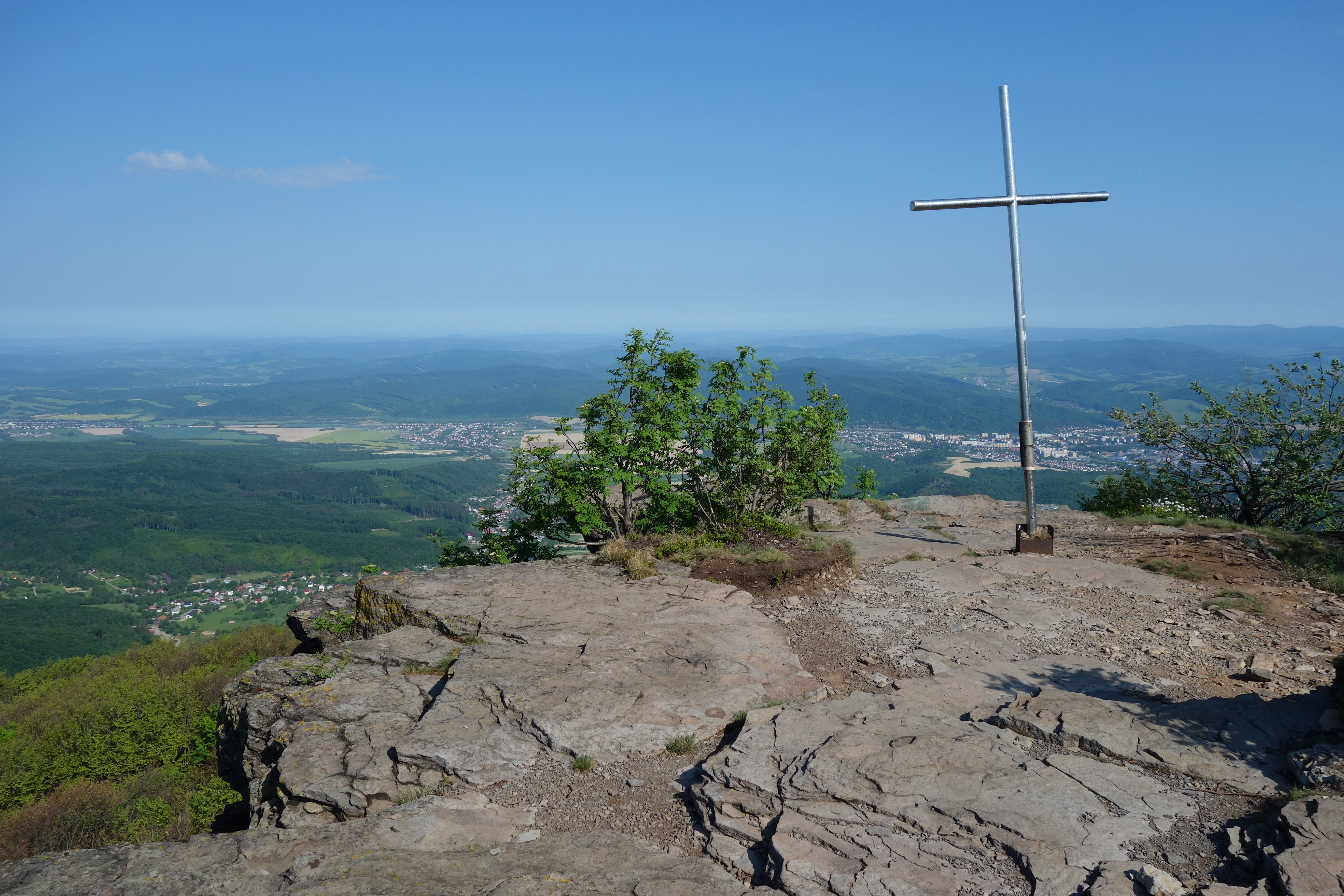
Sninský kameň na jaře
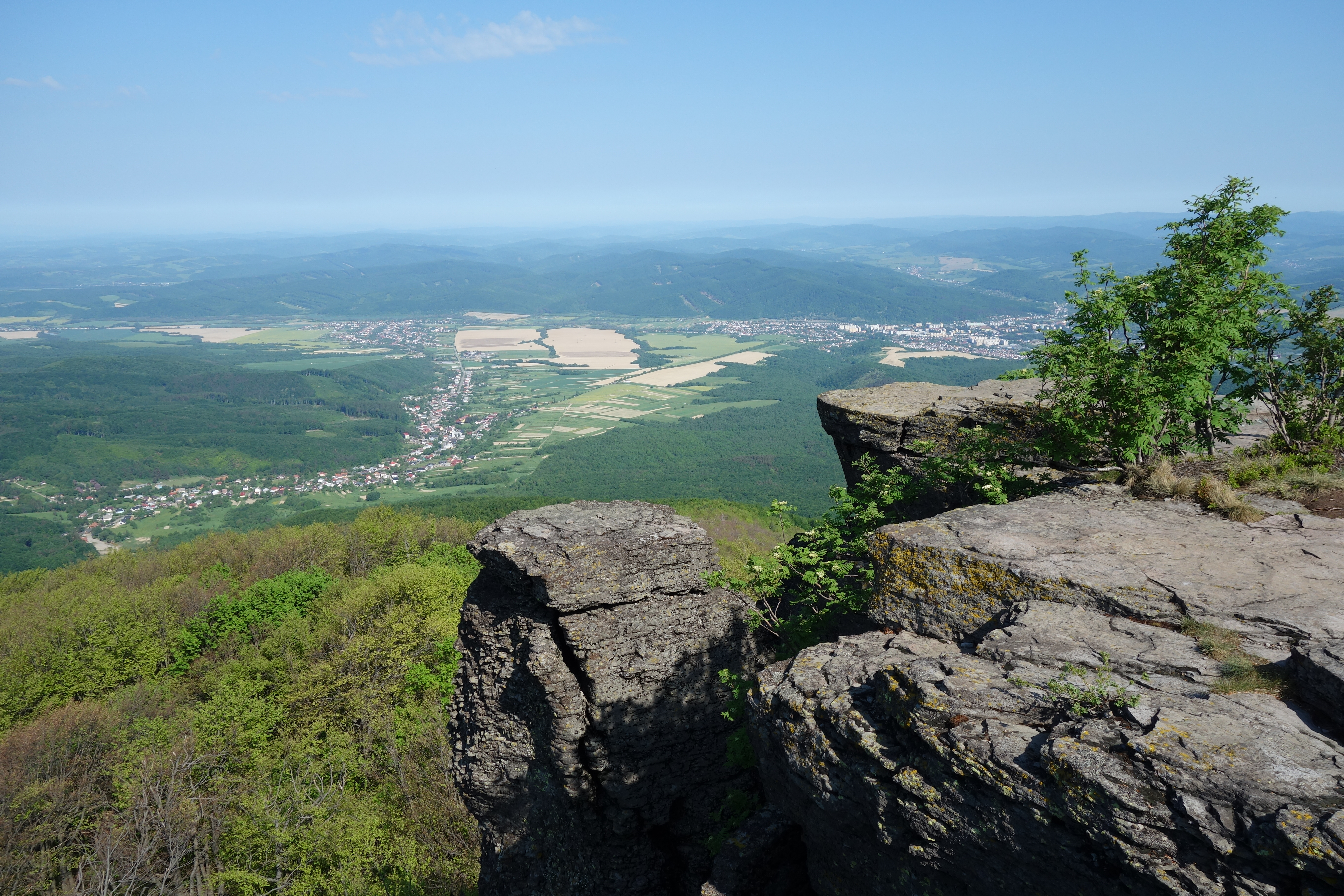
Sninský kameň na jaře
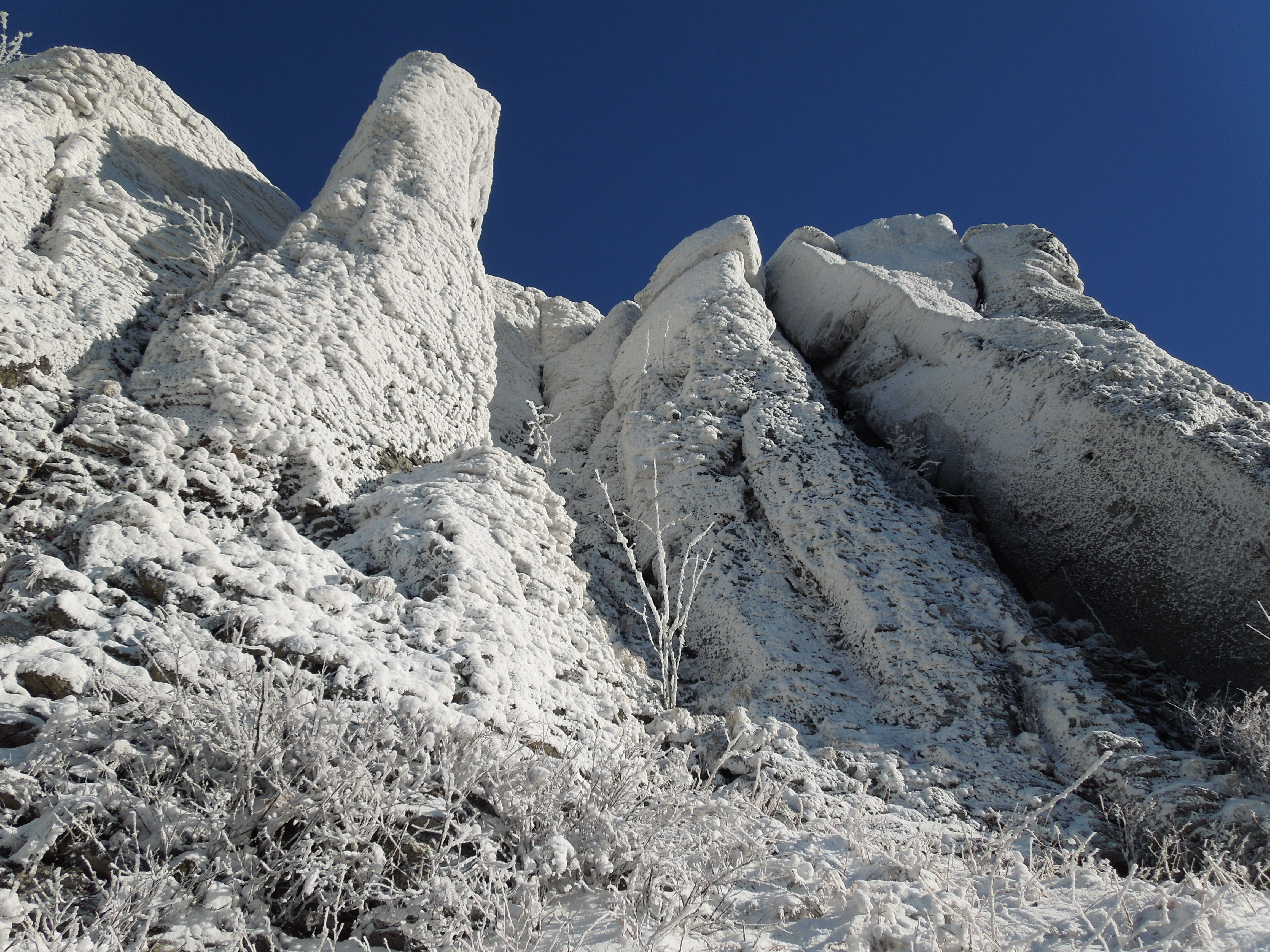
Jinovatka na skalním brale na Velkém Sninském kameni
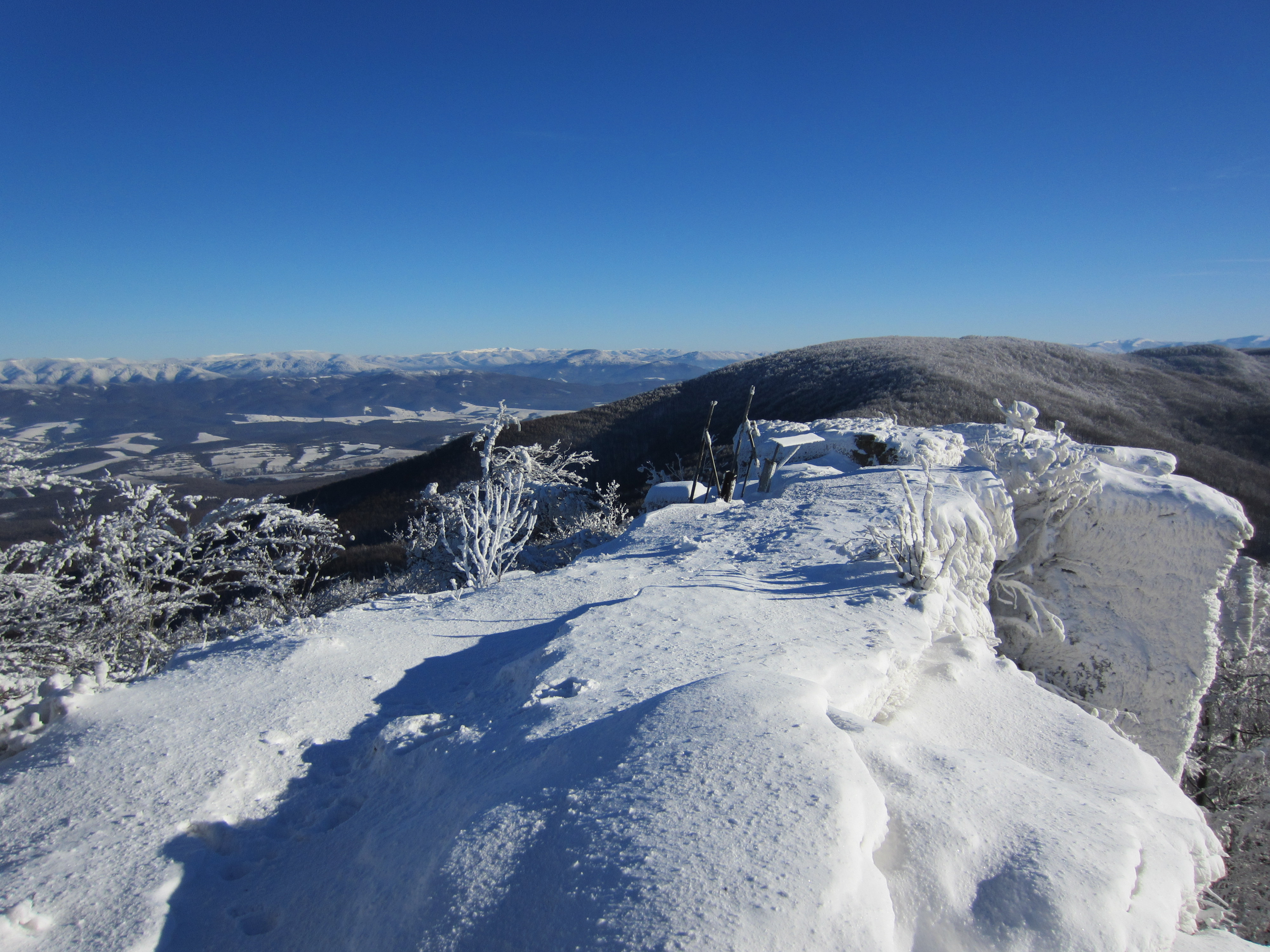
Sninský kameň v zimě
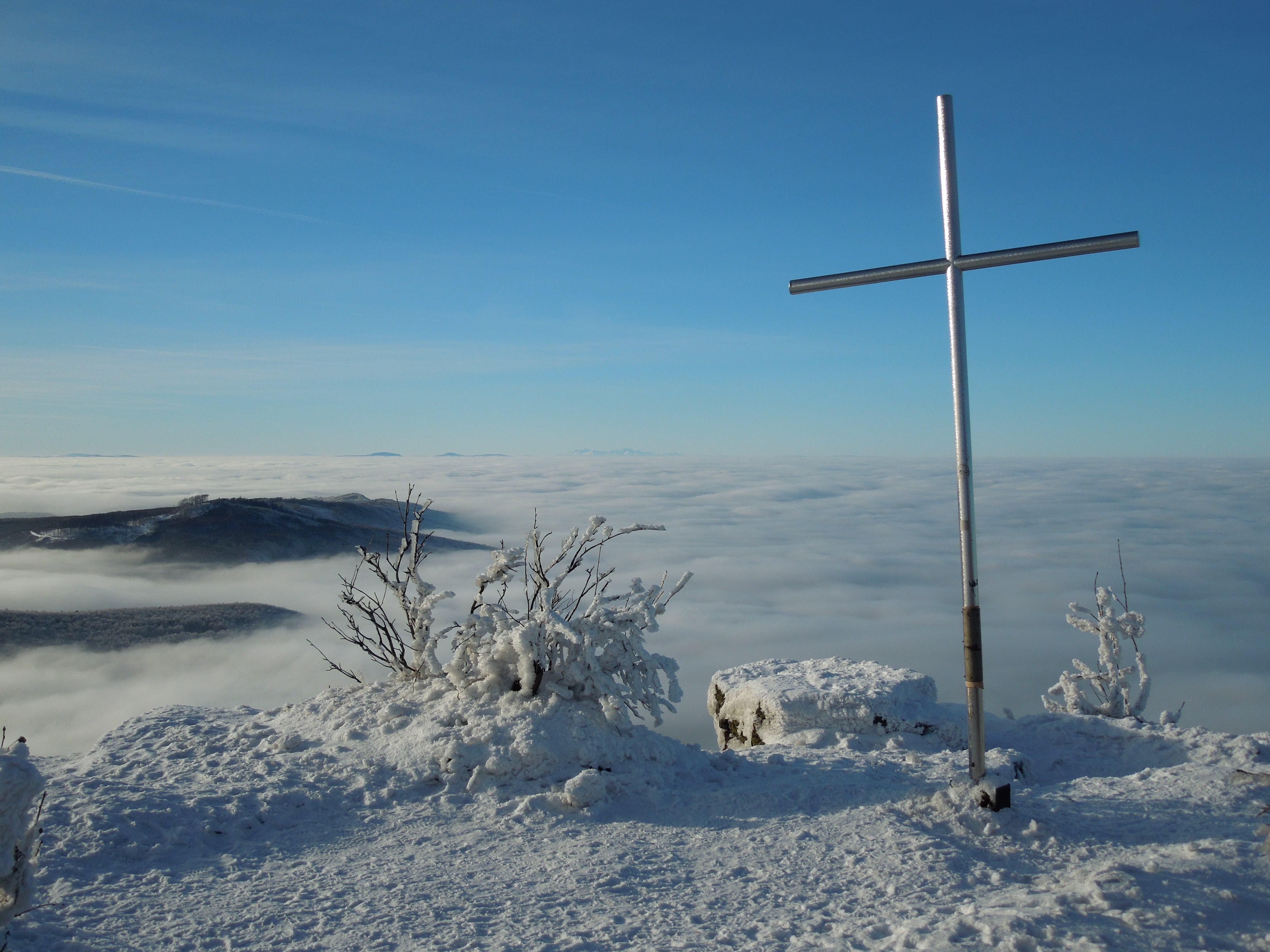
Inverze na Sninském kameni